# Arturo Gramajo

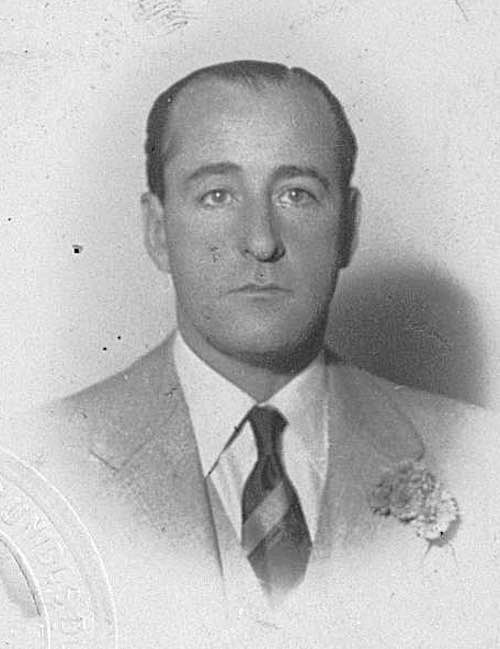
Jorge Arturo Gramajo Atucha

Arturo Gramajo, född den 30 april 1897 i Buenos Aires, död den 4 december 1957 i Buenos Aires, var en argentinsk bobåkare. Han deltog vid olympiska vinterspelen i Sankt Moritz 1928. Hans lag kom på fjärde plats.